# Théophile Raynaud
Théophile Raynaud, italianizzato come Teofilo Rainaldo (Sospello, 15 novembre 1583 – Lione, 31 ottobre 1663), è stato un teologo gesuita francese.

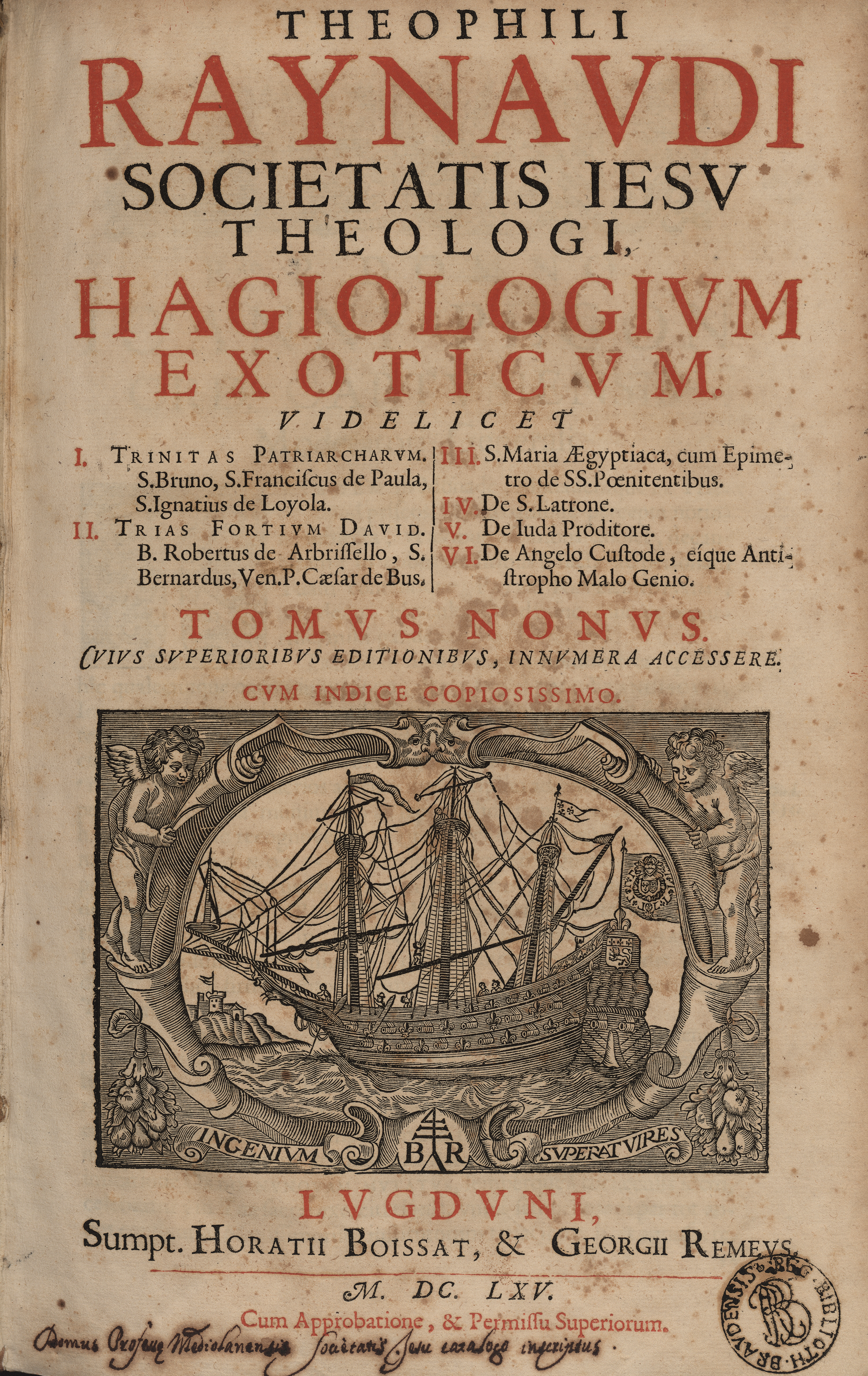
Hagiologium exoticum

Entrò nei gesuiti il 21 novembre 1602. Insegnò grammatica e lettere ad Avignone, poi filosofia e teologia a Lione e Roma.

## Opere
- (LA) Ascetica, Lugduni, Horace Boissat, George Remeus, 1665.
- (LA) Christus Deus-homo, Antuerpiae, Jacob van Meurs, 1652.
- (LA) Critica sacra, Lugduni, Horace Boissat, George Remeus, 1665.
- (LA) De attributis Christi, Lugduni, Horace Boissat, George Remeus, 1665.
- (LA) De virtutibus et vitiis, Lugduni, Horace Boissat, George Remeus, 1665.
- (LA) Eucharistica, Lugduni, Horace Boissat, George Remeus, 1665.
- (LA) Hagiologium exoticum, Lugduni, Horace Boissat, George Remeus, 1665.
- (LA) Hagiologium Lugdunense, Lugduni, Horace Boissat, George Remeus, 1665.
- (LA) Heteroclita spiritualia et anomala pietatis. 1, Lugduni, Horace Boissat, George Remeus, 1665.
- (LA) Heteroclita spiritualia et anomala pietatis. 2, Lugduni, Horace Boissat, George Remeus, 1665.
- (LA) Indices generales, Lugduni, Horace Boissat, George Remeus, 1665.
- (LA) Marialia, Lugduni, Horace Boissat, George Remeus, 1665.
- (LA) Miscella philologica, Lugduni, Horace Boissat, George Remeus, 1665.
- (LA) Miscella sacra, Lugduni, Horace Boissat, George Remeus, 1665.
- (LA) Moralis disciplina ad praestruedam theologiae practicae ac iurisprudentiae viam, Lugduni, Horace Boissat, George Remeus, 1665.
- (LA) Opuscola moralia, Lugduni, Horace Boissat, George Remeus, 1665.
- (LA) Polemica, Lugduni, Horace Boissat, George Remeus, 1665.
- (LA) Pontificia, Lugduni, Horace Boissat, George Remeus, 1665.
- (LA) Theologia naturalis, Lugduni, Horace Boissat, George Remeus, 1665.
- (LA) Theologia patrum, Lugduni, Horace Boissat, George Remeus, 1665.